# Cristina Sernadas
Maria Cristina De Sales Viana Serôdio Sernadas (1951) é uma lógica matemática portuguesa, cujos temas de investigação incluem linguagens de especificação orientadas a objectos e lógicas para sistemas de informação, e o uso da teoria das categorias na combinação ("fibrição") de vários tipos de lógica. É professora de lógica e computação no Departamento de Matemática da Universidade Técnica de Lisboa.

## Formação e carreira
Sernadas estudou matemática na Universidade de Lisboa, com graduação em 1973 e obteve um doutorado em matemática em 1980 pela Universidade de Londres. Sua tese de doutorado, Multivariate Branching Processes, tratou de processos de ramificação na teoria das probabilidades, sendo orientada por David John Bartholomew.
Em 1988 completou a habilitação (agregação) na Universidade Técnica de Lisboa, tornando-se professora plena em 1993.

## Livros
Os livros de Sernadas incluem:
- Introdução à Teoria da Computação (Introduction to the Theory of Computing, Editorial Presença, 1993)
- Introdução à Programação em Mathematica (Introduction to Programming in Mathematica, com J. Carmo, A. Sernadas, F. M. Dionísio e C. Caleiro, IST Press, 1999; 2nd ed., 2004; 3rd ed., 2014)
- Foundations of Logic and Theory of Computation (com A. Sernadas, College Publications, 2008; 2nd ed., 2012)
- Analysis and Synthesis of Logics: How To Cut And Paste Reasoning Systems (com W. A. Carnielli, M. E. Coniglio, D. Gabbay e P. Gouveia, Springer, 2008)[5]
- A Mathematical Primer on Computability (com A. Sernadas, J. Rasga e J. Ramos, College Publications, 2018)[6]
- A Mathematical Primer on Linear Optimization (com D. Gomes, A. Sernadas, J. Rasga e P. Mateus, College Publications, 2019)
- Decidability of Logical Theories and Their Combination (com J. Rasga, Springer, 2020)